# Kanton Saint-Nom-la-Bretèche
Kanton Saint-Nom-la-Bretèche is een voormalig kanton van het Franse departement Yvelines. Het kanton maakte deel uit van het arrondissement Saint-Germain-en-Laye. Het werd opgeheven bij decreet van 21 februari 2014 met uitwerking op 22 maart 2015.

## Gemeenten
Het kanton Saint-Nom-la-Bretèche omvatte de volgende gemeenten:
- Bailly
- Chavenay
- L'Étang-la-Ville
- Feucherolles
- Noisy-le-Roi
- Rennemoulin
- Saint-Nom-la-Bretèche (hoofdplaats)
- Villepreux